# 미나미오노다역
미나미오노다역(일본어: 南小野田駅)은 일본 야마구치현 산요오노다시에 위치한 서일본 여객철도 오노다 선의 철도역이다. 단선 승강장 1면 1선의 구조를 갖춘 지상역이다.

## 이용 현황
| 승차 인원 추이 | 승차 인원 추이 |
| 연도           | 1일 평균       |
| -------------- | -------------- |
| 1999           | 232            |
| 2000           | 189            |
| 2001           | 142            |
| 2002           | 122            |
| 2003           | 115            |
| 2004           | 103            |
| 2005           | 98             |
| 2006           | 104            |
| 2007           | 100            |
| 2008           | 107            |
| 2009           | 91             |
| 2010           | 91             |
| 2011           | 101            |
| 2012           | 93             |
| 2013           | 93             |
| 2014           | 95             |

## 역 주변
- 국도 제190호선
- 야마구치 은행 · 사이쿄 은행 야마구치 지점

## 역사
- 1915년 11월 25일 : 오노다 게이벤 철도가 오노다역부터 시멘트마치 역까지 개통했기 때문에, 동시에 시멘트마치역으로 개업.
- 1923년 : 오노다 게이벤 철도가 오노다 철도로 사명을 변경.
- 1943년 4월 1일 : 오노다 철도가 국유화되어 오노다 선으로 됨. 동시에 시멘트마치 역은 오노다코역으로 개칭.
- 1947년 10월 1일 : 오노다 선의 오노다코 역부터 스즈메다 역까지가 개통이 됨. 동시에 오노다코 역은 현재 역으로 이전해서 구) 오노다코 역이 이로 인해 오노다코 역 북쪽 출구로 이전.
- 1962년 3월 15일 : 오노다코 역 북쪽 출구가 미나미오노다역으로 개칭되어 독립.
- 1985년 2월 1일 : 무인역화.
- 1987년 4월 1일 : 일본국유철도 분할 민영화에 의해, 서일본 여객철도가 승계.

## 인접 역
| 서일본 여객철도 오노다 선       | 서일본 여객철도 오노다 선 | 서일본 여객철도 오노다 선  |
| ------------------------------- | ------------------------- | -------------------------- |
| 오노다코 이노 · 우베신카와 방면 | ■ 오노다 선               | 미나미나카가와 오노다 방면 |